# Kościół Świętej Trójcy w Tomaszowie Mazowieckim
Kościół Świętej Trójcy w Tomaszowie Mazowieckim – kościół filialny należący do diecezji warszawskiej kościoła Ewangelicko-Augsburskiego w RP.
Świątynia została zbudowana w latach 1823-1829 w stylu klasycystycznym. Budynek w rzucie prostokąta z półowalną apsydą, zbudowany na polecenie Antoniego Jana Ostrowskiego, który ufundował materiał budowlany i ofiarował 75 rubli na prace budowlane. W 1967 roku został wydzierżawiony parafii polskokatolickiej i otrzymał wezwanie Świętego Ducha. Po samorozwiązaniu tej parafii wrócił w ręce ewangelików.